# Aloe tomentosa

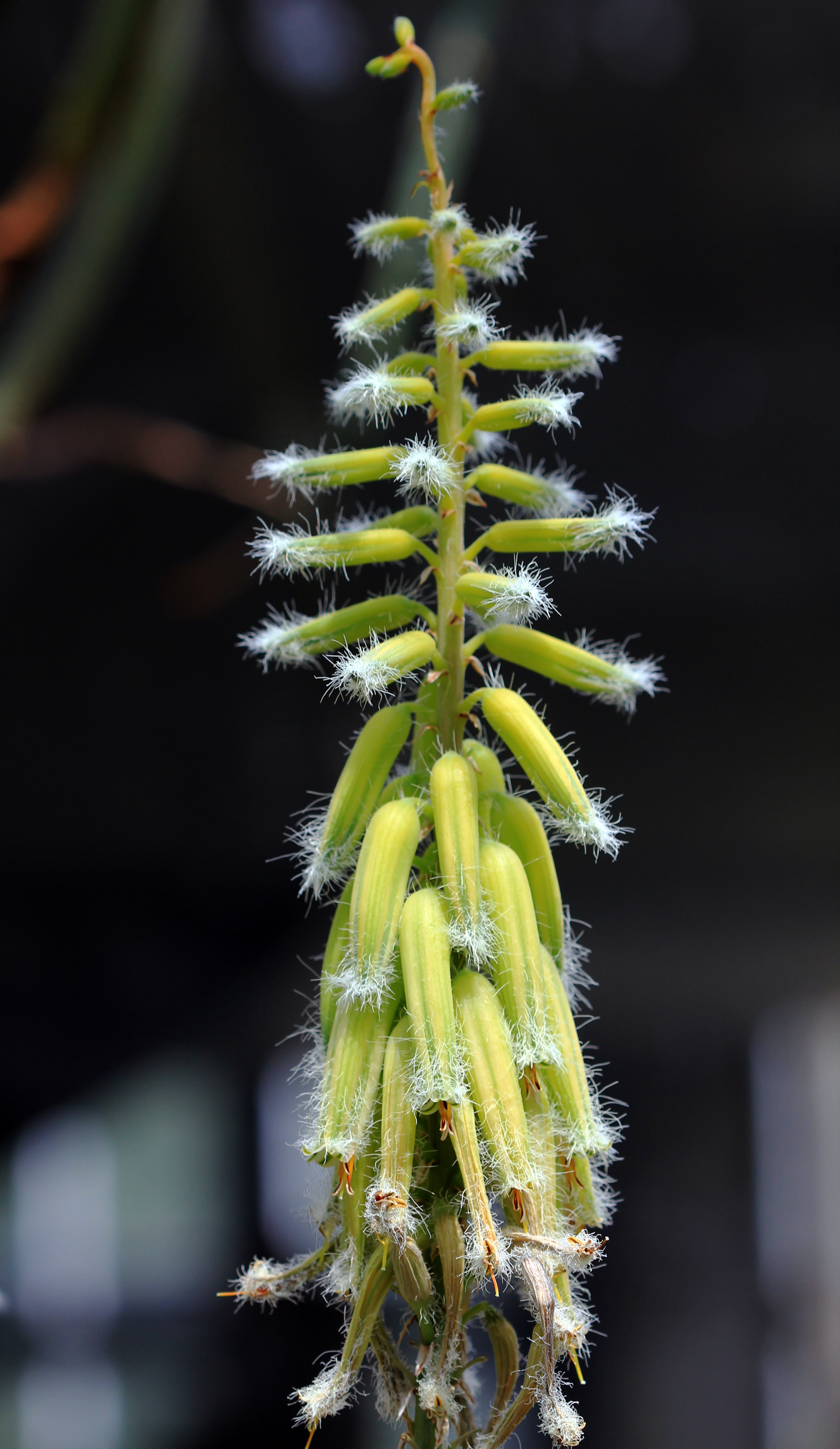
Ausschnitt aus dem Blütenstand

Aloe tomentosa ist eine Pflanzenart der Gattung der Aloen in der Unterfamilie der Affodillgewächse (Asphodeloideae). Das Artepitheton tomentosa stammt aus dem Lateinischen, bedeutet ‚filzig‘ und verweist auf die behaarten Blüten der Art.

## Beschreibung

### Vegetative Merkmale
Aloe tomentosa wächst stammbildend, sprosst und bildet dichte Gruppen. Der niederliegende Stamm ist kurz. Die lanzettlich-deltoiden Laubblätter bilden dichte Rosetten. Die graugrüne, rötlich überhauchte Blattspreite ist etwa 35 Zentimeter lang und 9 Zentimeter breit. Die stumpfen Zähne am schmalen, rosabraunen, knorpeligen  Blattrand sind 0,5 bis 1 Millimeter lang und stehen 20 bis 40 Millimeter voneinander entfernt. Gelegentlich fehlen sie. Der Blattsaft ist trocken hellgelb.

### Blütenstände und Blüten
Der Blütenstand besteht aus drei bis vier Zweigen und erreicht eine Länge von 60 bis 70 Zentimeter. Die ziemlich dichten, zylindrisch-konischen Trauben sind bis zu 15 Zentimeter lang und 5 bis 6 Zentimeter breit. Die eiförmig-deltoiden Brakteen weisen eine Länge von 7 Millimeter auf und sind 4 Millimeter breit. Die rosapinken, auffällig filzigen Blüten stehen an 6 bis 9 Millimeter langen Blütenstielen. Die Blüten sind 24 bis 28 Millimeter lang und an ihrer Basis gerundet. Auf Höhe des Fruchtknotens weisen die Blüten einen Durchmesser von 7 bis 8 Millimeter auf. Darüber sind sie leicht verengt. Ihre äußeren Perigonblätter sind auf einer Länge von 9 Millimetern nicht miteinander verwachsen. Die orangefarbenen Staubblätter und der orangefarbene Griffel ragen kaum aus der Blüte heraus.

## Systematik und Verbreitung
Aloe tomentosa ist in Saudi-Arabien und Jemen auf felsigen Hängen in Höhen von 2400 bis 3100 Metern verbreitet.
Die Erstbeschreibung durch Albert Deflers wurde 1889 veröffentlicht. Als Synonym wurde Aloe tomentosa f. viridiflora Lodé (1997, nom. inval. ICBN-Artikel 34.1b, 36.1) in die Art einbezogen.

## Nachweise